# Preusomerina
Las preusomerinas son productos naturales que pertenecen junto a las palmarumicinas a una clase de productos naturales aislados de cultivos fúngicos. Debido a sus patrones estructurales y su actividad biológica, un gran número de investigaciones se han llevado a cabo por más de 20 años.
Las preusomerinas estructuralmente consisten en dos unidades de 5-hidroxinaftaleno-1,4-diona (juglona) conectadas por tres puentes de oxígeno a través de dos carbonos espirocetálicos, a diferencia de las palmarumicinas, las cuales sólo tienen dos puentes de oxígeno y un carbono espirocetálico. Estos metabolitos despliegan un amplio rango de actividades biológicas, incluyendo como antibacteriales, antifúngicos, alguicida, nematicida, y antileishmania, además de que inhiben la fosfolipasa D, la FPTasa y presentan actividad antitumoral.

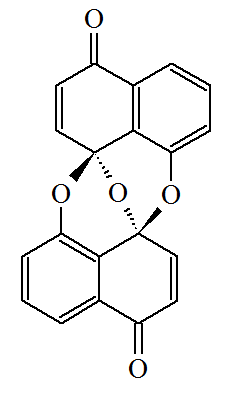
Naftospirocetal de la juglona, base estructural de las preusomerinas